# Catiuscia Marini
Catiuscia Marini (Todi, 25 settembre 1967) è una politica italiana.
È stata sindaca di Todi dal 25 maggio 1998 al 28 maggio 2007, europarlamentare dal 16 maggio 2008 al 13 luglio 2009 e presidente della Regione Umbria dal 16 aprile 2010 al 28 maggio 2019.

## Biografia
Nata a Todi (Perugia), ha conseguito il diploma di maturità classica e la laurea in scienze politiche con indirizzo politico-internazionale.
Dirigente della Legacoop umbra dal 2007, nel 2023 è stata nominata responsabile dell’Ufficio Politiche Europee, Relazioni con la UE e PNRR di Legacoop nazionale. In precedenza ha svolto attività di ricerca nel campo delle scienze sociali e si è inoltre interessata di politiche di genere collaborando alla realizzazione di progetti di cooperazione internazionale in Burkina Faso, nei Balcani e in Palestina.

### Attività politica
Ha iniziato la sua attività politica partecipando all'attività di gruppi universitari locali, facendo poi parte dell'esecutivo nazionale della Sinistra Giovanile, organizzazione giovanile del Partito Democratico della Sinistra prima e dei Democratici di Sinistra (DS) poi.
Alle elezioni regionali in Umbria del 1990 si candida al consiglio regionale dell'Umbria, tra le liste del Partito Comunista Italiano, raccogliendo 3.372 preferenze ma risultando non eletta..

#### Sindaca di Todi
Dopo aver ricoperto gli incarichi di consigliere comunale e vicesindaco di Todi, nel 1998 la Marini è stata eletta sindaco del comune alla guida di una coalizione di centro-sinistra con il 53,7% dei voti, per poi essere riconfermata per un secondo mandato nel 2002, con il 63,8% dei consensi. Nel 2000 è stata nominata dall'UNICEF sindaco difensore ideale dei bambini per la sua attività a sostegno di progetti per la tutela dei diritti dell'infanzia.
Nel 2004 è stata eletta presidente regionale dell'Associazione Nazionale Comuni Italiani (ANCI) in Umbria e diventa membro degli organismi dirigenti nazionali dell'ANCI.

#### Europarlamentare
Alle elezioni europee del 2004 si candida al Parlamento europeo, per la lista elettorale Uniti nell'Ulivo nella circoscrizione Italia centrale, raccogliendo 57.771 preferenze ma risultando la seconda dei non eletti. Tuttavia il 16 giugno 2008 diventa europarlamentare subentrando a Lapo Pistelli, eletto deputato alle elezioni politiche di quell'anno. Durante il suo mandato è stata membro della Commissione per il mercato interno e la tutela dei consumatori e della Delegazione per le relazioni con i paesi del Maghreb e l'Unione del Maghreb arabo (compresa la Libia)..
Alle elezioni europee del 2009 viene ricandidata al Parlamento europeo, tra le liste del PD nella circoscrizione Italia centrale, raccogliendo 64.721 preferenze ma risultando la prima dei non eletti. Nello stesso anno viene nominata dal segretario del PD Pier Luigi Bersani come membro della segreteria nazionale del partito, assegnandole le deleghe all'Europa, alle relazioni internazionali e ai diritti.

#### Presidente della Regione Umbria

##### Primo mandato

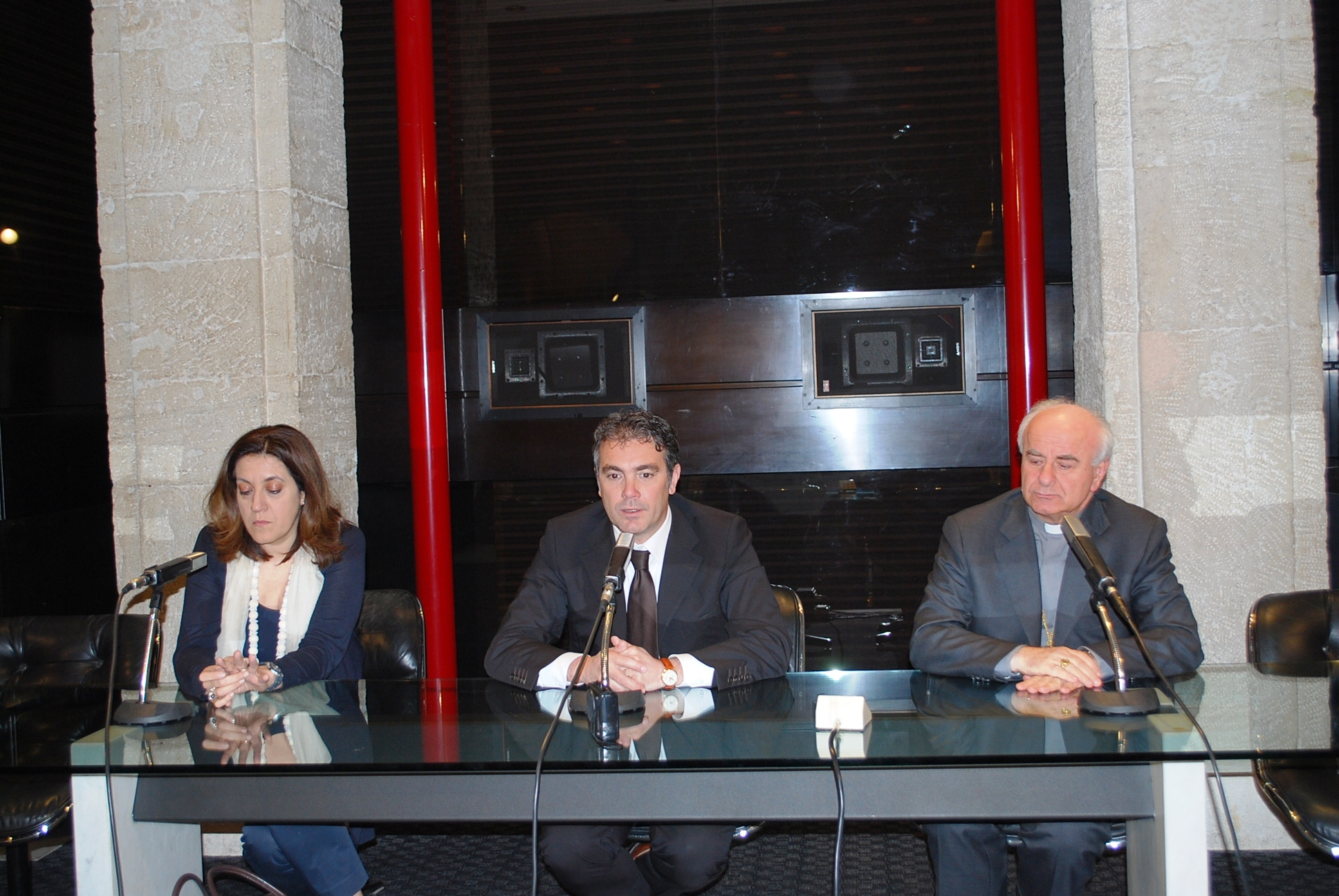
Da sinistra: Marini, insieme al presidente dell'assemblea legislativa regionale, Eros Brega, e al presidente del CEU, monsignor Vincenzo Paglia, alla conferenza stampa di presentazione del fondo di solidarietà CEU a Palazzo Cesaroni. Perugia, 4 giugno 2010.

In vista delle elezioni regionali del 2010 si candida alle elezioni primarie del centro-sinistra per la scelta del candidato presidente della Regione Umbria, in rappresentanza della maggioranza del PD e ricevendo l'endorsement della presidente uscente Maria Rita Lorenzetti, dove il 7 febbraio vince ottenendo 29.000 voti e prevalendo sul deputato Gianpiero Bocci (25.000). Alla tornata elettorale si presenta sostenuta dal PD, Italia dei Valori, Federazione della Sinistra, Socialisti e Riformisti, Sinistra Ecologia Libertà, dove viene eletta presidente con il 57,24% dei voti contro il 37,70% della candidata del centro-destra Fiammetta Modena.
Il 5 giugno 2013 viene nominata Responsabile Sanità nella segreteria nazionale del PD guidata dal reggente Guglielmo Epifani.

##### Secondo mandato
Il 17 novembre 2014, in vista delle elezioni regionali del 2015, Marini viene ricandidata per un secondo mandato alla guida della Regione, su decisione dall'Assemblea regionale del PD con larghissima maggioranza. Alla tornata elettorale si presenta sostenuta da una coalizione comprendente PD, Socialisti e riformisti - Territori per l'Umbria, Umbria più Uguale - Sinistra Ecologia Libertà, dove viene confermata presidente col 42,78% e superando i candidati del centro-destra Claudio Ricci (39,27%) e del Movimento 5 Stelle Andrea Liberati (14,31%).
Il 23 settembre 2016 viene nominata dal governo Renzi, assieme a tutti i presidenti delle Regioni interessate, vice-commissario straordinario alla ricostruzione delle aree colpite dal terremoto del Centro Italia dell'agosto precedente.
Alle elezioni primarie del PD del 2019 sostiene la mozione del segretario uscente Maurizio Martina, ex ministro delle politiche agricole nei governi Renzi e Gentiloni e rappresentante l'area "filo-renziana" del partito, che risulterà perdente arrivando secondo con il 22% dei voti dietro a Nicola Zingaretti (66%).
Il 20 maggio 2019 rassegna la dimissioni da presidente della Regione Umbria, venendo sostituita a partire dal 28 maggio nelle facenti funzioni dal vicepresidente della sua giunta Fabio Paparelli, che ha mantenuto la carica fino alle elezioni regionali anticipate del 27 ottobre 2019 vinte dalla candidata del centro-destra Donatella Tesei che diventa così il primo presidente della giunta umbra non appartenente al centro-sinistra dai tempi dell'istituzione della regione.

##### Altri incarichi politico-istituzionali
A giugno 2010 diventa membro titolare del Comitato europeo delle regioni per poi essere eletta, nel 2011 primo vicepresidente del gruppo del Partito Socialista Europeo del Comitato delle regioni, con delega alla politica di coesione nel quadro delle prospettive finanziarie dell'UE post 2013.
Nel 2013, nell'ambito della Conferenza delle regioni e delle province autonome, ha svolto la funzione di coordinatrice del gruppo di lavoro sulla programmazione comunitaria 2014-2020 con il compito di seguire e gestire i negoziati con il Governo italiano per la programmazione europea 2014-2020. È stata inoltre coordinatrice vicario della Commissione salute e coordinatore della Commissione attività di cooperazione e iniziative per il dialogo e per la pace in Medio Oriente.
A gennaio 2015 viene riconfermata come membro della delegazione italiana al comitato europeo delle regioni per la legislatura 2015-2020; l'11 febbraio è stata poi designata come presidente del gruppo del PSE e nel mese di settembre ha ottenuto la titolarità della commissione affari europei e internazionali.
Nel 2017, a seguito della rielezione di Matteo Renzi a segretario del PD, viene nominata come membro della direzione nazionale del partito. Il 12 luglio 2017 è stata riconfermata come presidente del gruppo PSE al comitato europeo delle regioni.

#### Dopo la presidenza della Regione
Alle primarie del PD del 2023 sostiene la mozione di Stefano Bonaccini, presidente della Regione Emilia-Romagna, ma che risulta perdente venendo sconfitto dalla deputata del PD Elly Schlein.

## Vicende giudiziarie

### InchiestaConcorsopoli
Il 15 aprile 2019 i media riportano la notizia di una inchiesta della procura di Perugia denominata Concorsopoli su almeno otto procedure concorsuali espletate in una delle aziende sanitarie umbre in cui figurano 35 indagati (tra cui Marini a piede libero) nonché 4 arresti tra cui quello dell'assessore alla sanità Luca Barberini.
Il 16 aprile 2019, dopo aver ribadito la propria estraneità ai fatti, con una lettera di dimissioni inviata alla presidente del Consiglio regionale Donatella Porzi, Marini annuncia le dimissioni da presidente della Regione Umbria. Quindi, il 7 maggio dello stesso anno riferisce in assemblea legislativa dove con una mozione che riceve 11 voti favorevoli (tra cui quello della Marini stessa) e 8 contrari vengono respinte le dimissioni. Dopo ulteriori riflessioni il 20 maggio 2019 Marini conferma le dimissioni, diventate esecutive dal 28 maggio con il conseguente scioglimento dell'assemblea legislativa.
Nell'ambito dell'inchiesta, che i media ribattezzano "Concorsopoli" e nella quale risulta indagata per abuso d'ufficio, rivelazione di segreto d'ufficio e falso è stata rinviata a giudizio il 26 gennaio 2021. Il 3 luglio 2024 è stata assolta con formula piena dall'accusa di aver promosso un'associazione per delinquere, mentre è condannata in primo grado a due anni di reclusione (pena sospesa e non menzione) per concorso in abuso d'ufficio, concorso in rivelazione dei segreti d’ufficio e concorso in falso ideologico e materiale.

### Proroga del direttore generale di Arpa Umbria
Nel 2014 Marini e la sua giunta votarono una proroga dell'incarico di direttore generale di Arpa Umbria Walter Ganapini per 5 anni che è stata oggetto di una indagine della procura contabile di Perugia, con risvolti anche in sede penale, in cui veniva ipotizzato un danno erariale di 288.000 euro dovuto al fatto che Ganapini aveva raggiunto i requisiti per l’età pensionabile durante lo svolgimento dell'incarico.
La vicenda è stata archiviata in sede penale in quanto "il raggiungimento dell’età pensionabile non può risultare di ostacolo alla prosecuzione dell’attività fino alla scadenza naturale". La giunta Marini aveva inoltre ottenuto un parere legale favorevole alla possibilità di proseguire il rapporto professionale con Ganapini ed è stato successivamente chiarito dalla giurisprudenza che il divieto di assumere incarichi riguarda chi è già in pensione e non chi maturerà questo diritto nel corso dell’incarico.
Il 19 aprile 2024 i media riportano la notizia che la sezione giurisdizionale dell'Umbria della Corte dei Conti ha assolto Marini, i membri della sua giunta ed i dirigenti che si erano a vario titolo occupati della pratica dall'accusa di danno erariale, accertando l’insussistenza di qualsiasi profilo di antigiuridicità nel loro operato con la conseguente inesistenza del danno per l'erario e disponendo il rigetto della domanda.